# 四国ガス

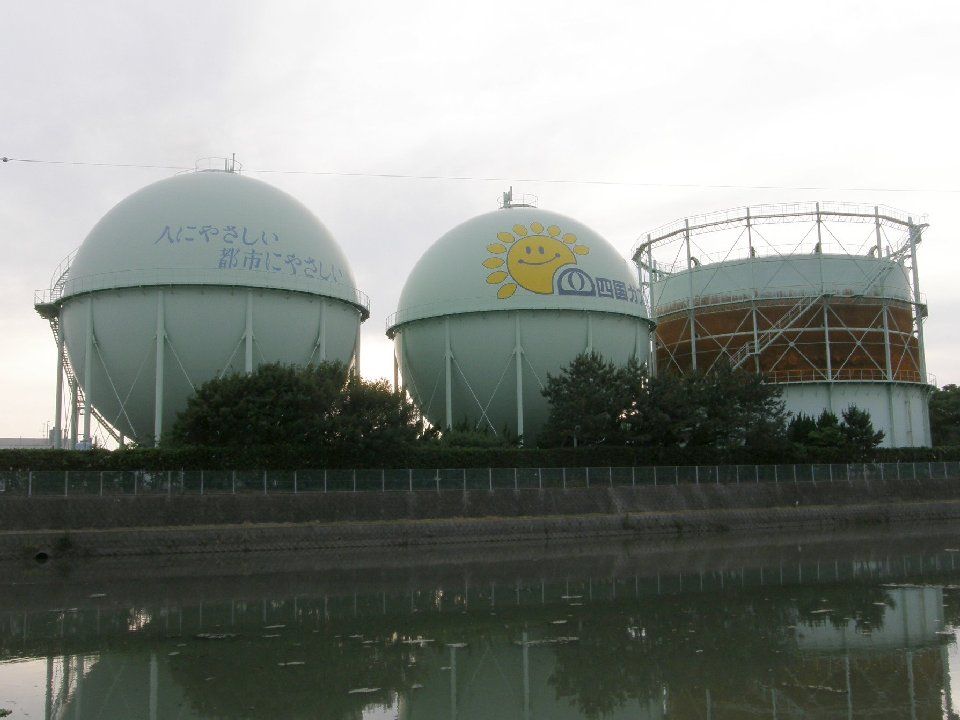
四国ガス 松前工場

四国ガス株式会社（しこくガス、英: SHIKOKUGAS CO., LTD.）は、愛媛県今治市に本店を置く都市ガス事業者である。現在、四国4県の県都を中心に9市4町で、529,338世帯（2021年3月末時点）へ都市ガスを供給している。

## 概要
- 終戦直後に四国内のガス事業者を悉く合併したことに加え、三津浜町営ガスを前身とする松山市営ガス（後述）を譲り受けて以降、四国唯一の都市ガス事業者となっている。
- 天然ガス化は大きく遅れをとり、2002年にようやく転換が始まった。2005年からは大阪ガスから専用内航船によるLNGの供給を受けつつ[2]、2003年7月には今治市で転換し、2006年4月に香川県内、2007年8月には徳島市、2008年11月には高知市の転換が終了、2009年12月には松山地区(松山市・松前町)の転換が終了、2010年3月に宇和島市内の転換を終了したことにより、すべての供給地域で天然ガス転換を完了した。一酸化炭素を含む都市ガスを供給していた日本最後の事業者であった[3]。
- 天然ガス転換前のガスグループは主に5Bで、他に7C（香川県）と6A（旧松山市営ガス[注釈 1]）を供給していた。
- CMキャラクターには東邦ガスのCMキャラクターである中村雅俊を起用（2005年6月〜2007年3月）していたため、CM内容も中京地区で昨年2月〜7月に放送された東邦ガスのCM（「ガスは、すごいことになっている。」登場編）と同じ内容を一部手直しして流していた[注釈 2]。
- 2007年4月以降も東邦ガスと同様に、タレントのユースケ・サンタマリアや料理研究家の栗原はるみなどを起用したCMを、社名を差し替えた上で放映している。

## 主なサービスエリア
- 愛媛県 - 今治・松山・宇和島および周辺各地（一部除外）
- 香川県 - 高松・坂出・丸亀および周辺各地（一部除外）
- 高知県 - 高知および周辺各地（一部除外）
- 徳島県 - 徳島および周辺各地（一部除外）

※上記以外にもLNGの配給を行っている地域・世帯もある（高知の南国市や徳島の小松島・阿南両市および板野郡の一部、香川の綾歌郡の一部等）

## 沿革
- 1912年11月 - 「今治瓦斯株式会社」設立。
- 1913年5月 - 顧客数774戸でガスの供給を開始。
- 1945年11月 - 松山瓦斯株式会社・宇和島瓦斯・高知瓦斯株式会社・徳島瓦斯株式会社・讃岐瓦斯株式会社・坂出瓦斯株式会社を合併し「四國瓦斯株式会社」に商号変更。
- 1957年12月 - 四国ガス式オイルガス発生装置完成。
- 1959年11月 - 四国ガス燃料株式会社設立。
- 1961年8月 - 愛媛県今治市南大門町に本店ビルが完成。
- 1966年
  - 4月 - 四国ガス工事株式会社（現：四国ガス産業株式会社）設立。
  - 6月 - 原料を石炭系から石油系に転換完了。
- 1970年5月 - 香川県地区、オイルガスから購入コークス炉ガスに変更（5B→7C）。
- 1976年10月 - 中森供給センター完成。
- 1977年3月 - 四国ガス輸送株式会社を合併。
- 1984年3月 - 松前工場（2009年に廃止）稼働開始。
- 1988年9月 - マイコンメータ導入開始。
- 1989年10月 - 本支店オンラインシステム稼働。
- 1990年5月 - 四国ガス初の体験型ショールーム「ピポット」が高松支店に完成。
- 1995年1月 - 阪神・淡路大震災発生　復旧救援隊を派遣
- 1996年3月 - 新ガス料金制度導入。複数二部料金制度に移行。
- 1998年
  - 2月 - 坂出の電力送電用鉄塔が倒壊（坂出送電塔倒壊事件）。安全確保のため香川地区の9,000戸を一時閉栓。
  - 10月 - 松山市営ガス譲り受け、松山支店三津浜出張所として営業開始。
- 2001年3月 - 芸予地震発生（最大震度5強）。
- 2002年9月 - 今治LNGサテライト基地完成。今治地区をスタートに天然ガス転換開始。
- 2003年
  - 7月 - 高松工場完成。
  - 8月 - 内航LNG船初入荷。
  - 11月 - 四国初の天然ガススタンドが高松市朝日町にオープン。
- 2004年
  - 6月 - 執行役員制度を導入。坂出LNG株式会社を設立。
  - 8月 - 高知工場（LNGサテライト基地）完成。
- 2005年
  - 3月 - 高松工場で環境国際規格であるISO14001の認証を取得。
  - 7月 - 本店営業本部、本店供給部が松山市に移転。
- 2006年5月 - 徳島工場完成。
- 2007年
  - 4月 - 徳島工場で環境国際規格であるISO14001の認証を取得。
  - 8月 - 丸亀支店と坂出支店を統合。
- 2008年
  - 5月 - 宇和島工場（LNGサテライト基地）完成。
  - 11月 - 松山工場（松山LNG基地）完成。
- 2009年7月 - 家庭用燃料電池エネファーム販売開始。
- 2010年
  - 3月 - 宇和島地区を最後に全地区の天然ガス転換完了。松山工場で環境国際規格であるISO14001の認証を取得。
  - 7月 - 松前町に総合研究研修所が完成。
  - 11月 - 坂出工場完成、坂出LNGより受け入れを開始。
- 2011年
  - 2月 - 四国ガスLPG販売株式会社を設立。
  - 3月 - 東日本大震災発生、復旧救援隊を派遣
  - 4月 - ガス生活館・ピポット高知オープン。
  - 9月 - 四国ガスエネクス株式会社を設立。
- 2012年
  - 5月 - 情報システム部が松山市に移転。
  - 8月 - ガス生活館・ピポット徳島オープン。
- 2015年6月 - 今治市南大門町に新本店ビル完成。
- 2016年
  - 4月 - 熊本地震発生。復旧応援隊を派遣。
  - 10月 - これまで登記上の商号は四國瓦斯株式会社[4]であったが、通称社名と同一の「四国ガス株式会社」に商号変更。経営組織を事業本部制（管理本部・営業本部・導管本部・生産本部）へ変更。
- 2017年9月 - ポイントサービス「ガポタ(Gapota)」開始。
- 2018年
  - 4月 - 新居浜LNG株式会社を設立。駆けつけサービス「くらしサポタス」開始。
  - 6月 - 大阪府北部地震発生（最大震度6弱）。復旧応援隊を派遣。
  - 12月 - 徳島工場（LNG内航船受入基地）完成。
- 2020年
  - 5月 - 開閉栓作業にタブレット端末導入。
  - 6月 - お客さまセンター本格稼働。監査等委員会設置会社への移行。
- 2021年
  - 2月 - 株式会社かみとくへ出資。
  - 6月 - 「ガポタでんき」取り扱い開始。
- 2022年
  - 3月 - 徳島県板野郡北島町へ供給エリア拡大。
  - 12月 - 四国ガスグループと株式会社コーワとの資本業務提携を締結。
- 2023年3月 - ガス生活館・ピポット丸亀オープン。

## 主な事業所

### 本店・支店
- 本店 - 愛媛県今治市南大門町2丁目2-4
- 松山支店 - 愛媛県松山市味酒町1丁目10-6
- 今治支店 - 愛媛県今治市共栄町5丁目1-3
- 宇和島支店 - 愛媛県宇和島市明倫町1丁目1-16
- 高知支店 - 高知県高知市鴨部一丁目20番24号
- 徳島支店 - 徳島県徳島市北出来島町1丁目26-2
- 高松支店 - 香川県高松市松福町1丁目13-30
- 丸亀支店 - 香川県丸亀市大手町3丁目4-35

### 生産・研究拠点

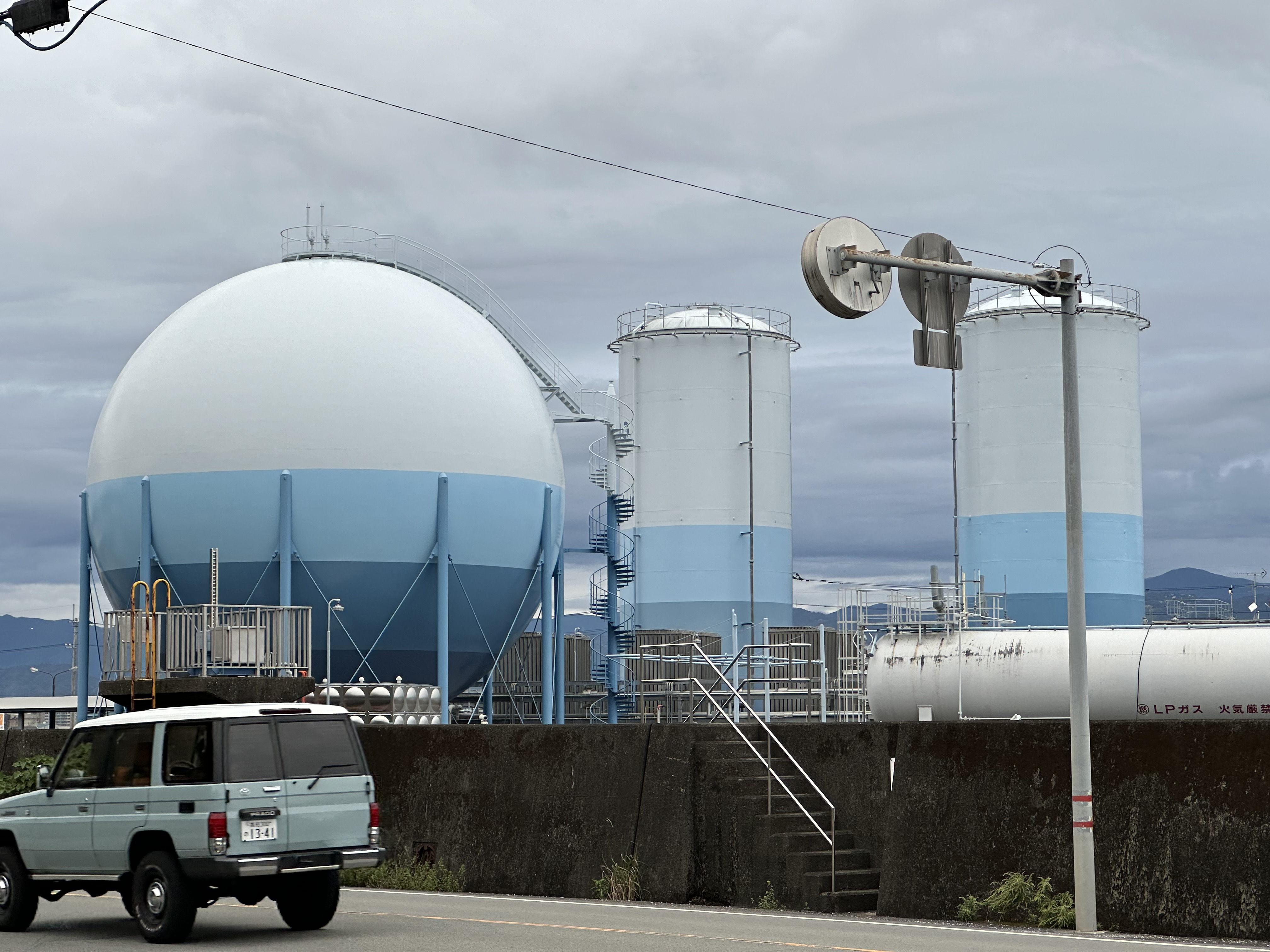
四国ガス 高知工場

- 今治工場 - 愛媛県今治市共栄町5丁目2-1
- 松山工場 - 愛媛県松山市大可賀3丁目1460
- 宇和島工場 - 愛媛県宇和島市明倫町1丁目1-16
- 高知工場 - 高知県高知市五台山4993-1
- 徳島工場 - 徳島県徳島市東沖洲2丁目67-1
- 高松工場 - 香川県高松市朝日町4丁目18-1
- 坂出工場 - 香川県坂出市番の洲町7-1
- 総合研究研修所 - 愛媛県伊予郡松前町大字北川原1628-1

### ショールーム
- PiPOT今治 - 愛媛県今治市南大門町2丁目2-4
- PiPOT松山 - 愛媛県松山市味酒町1丁目10-6
- PiPOT徳島 - 徳島県徳島市南昭和町4丁目67-1
- PiPOT高松 - 香川県高松市松福町1丁目13-30
- PiPOT丸亀 - 香川県丸亀市大手町3丁目4-35
- PiPOT高知 - 高知県高知市鴨部一丁目20番24号
- 宇和島ショールーム - 愛媛県宇和島市明倫町1丁目1-16

## 関連会社
- 四国ガス燃料株式会社（液化石油ガス・天然ガスの販売など）
- 四国ガス産業株式会社（ガス・給水・排水設備等配管工事の設計施工など）
- 四国ガスエネクス株式会社（LNG供給事業、LNGサテライト設備の管理など）
- 四国ガスLPG販売株式会社（液化石油ガスの販売・充填・配送など）
- 株式会社コーワ（太陽光発電設備の販売・施工・メンテナンスなど）